# Brachypsyche
Brachypsyche är ett släkte av nattsländor. Brachypsyche ingår i familjen husmasknattsländor.
Kladogram enligt Catalogue of Life och Dyntaxa:
| Brachypsyche | \| \| Brachypsyche rara \| \| \| \| \| \| Brachypsyche schmidi \| \| \| \| \| \| Brachypsyche sibirica \| \| \| \| |
|              | \| \| Brachypsyche rara \| \| \| \| \| \| Brachypsyche schmidi \| \| \| \| \| \| Brachypsyche sibirica \| \| \| \| |
|              | Brachypsyche rara                                                                                                  |
|              | |
|              | Brachypsyche schmidi                                                                                               |
|              | |
|              | Brachypsyche sibirica                                                                                              |
|              | |